# Schlacht am Humen
Kowloon – 1. Chuenpi – 1. Chusan – Damm – 2. Chuenpi – Humen – First Bar Island – Whampoa Island – Broadway – 1. Kanton – 2. Kanton – Sanyuanli – Amoy – 2. Chusan – Zhenhai – Ningbo – Ciqi – Zhapu – Wusong – Zhenjiang – Nerbudda
Die Schlacht am Humen fand zwischen britischen und chinesischen Truppen während des Ersten Opiumkrieges statt. Hierbei gelang es der britischen Expeditionsflotte unter Charles Elliot, die Küstenbefestigungen am Schifffahrtsweg zur südchinesischen Stadt Kanton unter ihre Kontrolle zu bringen.

## Vorgeschichte
Im Ersten Opiumkrieg versuchte der chinesische Kaiser Daoguang mittels seines Hochkommissars Lin Zexu, den Opiumhandel in Kanton zu beenden. Großbritannien nahm die Aktionen Lix Zexus, der die ausländischen Opiumhändler in der Enklave der Dreizehn Faktoreien zur Herausgabe ihrer Opiumreserven zwang, zum Anlass, eine Flotte zu entsenden. Das Ziel der Briten war, eine finanzielle Kompensation zu erhalten und China durch eine militärische Machtdemonstration zu von Großbritannien bestimmten Handelsbeziehungen zu zwingen. Nachdem die Briten die Insel Zhoushan als Operationsbasis erobert hatten, wandten sie sich erneut Kanton zu, wo sie durch militärischen Druck den Abschluss eines diplomatischen Abkommens erhofften.
Der als Löwentor (chin.: Humen, lat.: Bocca Tigris) bekannte Schifffahrtsweg von Kanton über das Perlflussdelta aufs offene Meer war seit der Ming-Dynastie befestigt. 1810 wurde die Küstenverteidigung, welche auf Forts und Artillerie basierte, um eine auf Provinzebene organisierte Küstenmarine ergänzt. 1834 kam es zu einem kurzen Gefecht anlässlich der fehlgeschlagenen Mission von Lord Napier. Infolgedessen wurde der Guan Tianpei vom Kaiser zum Befehlshaber der Küstenmarine von Guangdong berufen. Dieser baute die Befestigungen des Humen weiter aus. Guans eigentlicher Plan bestand aus drei Verteidigungslinien. Jeweils zwei Artillerieeinheiten auf den Inseln des Sandkap und des Großkap sollten bei Sichtung des Feindes durch ihr Feuer die zweite Linie alarmieren. Diese war auf das Fort auf der Oberen Hengdang-Insel im Kanal zentriert und wurde auf beiden Seiten des Flusses von Forts flankiert. Hier stationierte Guan mit 180 Kanonen den Großteil seiner Artillerie. Eine dritte Verteidigungslinie um das Dahu-Fort flussaufwärts hatte 36 Kanonen aufzuweisen. Das Ziel der Verteidigung war es, britische Schiffe am Vorbeimarsch nach Kanton zu hindern. Die äußerste Verteidigungslinie hatten die Briten bereits in der Zweiten Schlacht von Chuenpi im Januar 1841 erobert. Insgesamt sollten in Kriegszeiten rund 2.000 Mann die Forts besetzen. Durch die Spannungen mit den Briten waren die Truppen durch Lin Zexu und den Generalgouverneur von Guangdong und Guangxi Deng Tingzhen verstärkt worden. Zur Zeit der Schlacht befanden sich rund 10.000 reguläre und irreguläre Kombattanten der Qing-Armee am Humen. Ebenso waren der dritten Verteidigungslinie noch zehn Kriegsschiffe und eine größere Zahl Feuerboote zugeteilt worden.
Charles Elliot sah die militärische Verstärkung des Humen als Zeichen mangelnder Kooperationswilligkeit der chinesischen Regierung und suchte dies durch militärische Aktionen zu verhindern. Die britische Führung zweifelte angesichts der militärischen Vorbereitungen, dass China die Vereinbarung der nach der Zweiten Schlacht von Chuenpi vereinbarten Konvention von Chuenpi einhalten würde. Am 22. Februar 1841 zerstörte die Nemesis im Bau befindliche chinesische Befestigungen in einem Nebenkanal. am 24. Februar 1841 setzten die Briten Guan das Ultimatum, seine Zweite Linie von britischen Truppen besetzen zu lassen. Sollte dies nicht erfolgen, würde Gewalt eingesetzt.

## Verlauf

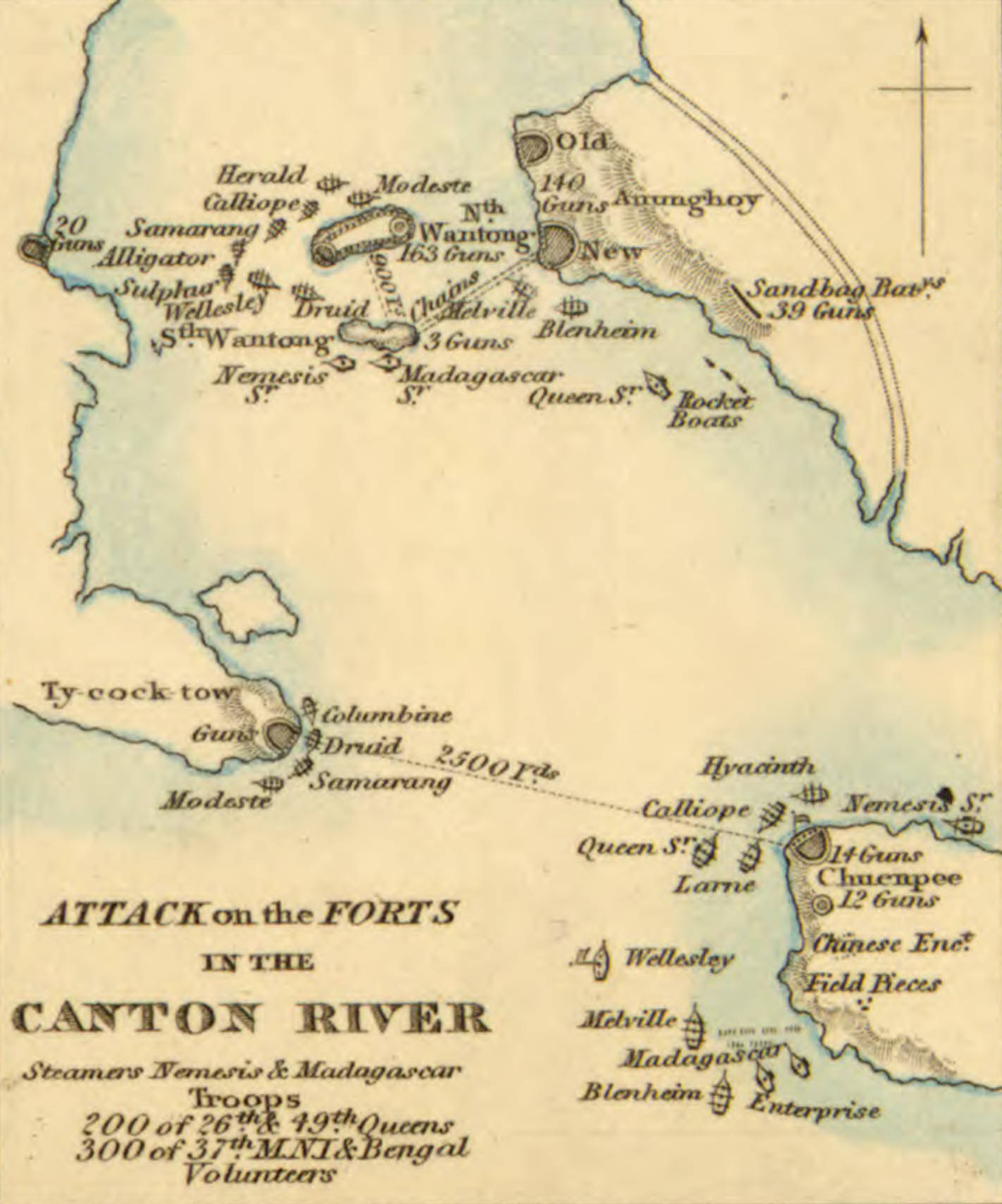
Zeitgenössische Karte des Schlachtfeldes

Die eigentliche Schlacht begann am 26. Februar 1841 in den frühen Morgenstunden mit dem Absetzen einer Landungstruppe auf der Unteren Hengdan-Insel, welche dem zentralen chinesischen Fort der zweiten Linie gegenüberlag. Von dieser Position aus nahmen die britischen Bodentruppen das Fort mit Artillerie unter Feuer. Währenddessen gingen Kriegsschiffe auf beiden Seiten des Kanals vor und nahmen die dortigen Forts unter Feuer. Nachdem das Fort keine Gegenwehr mehr leisten konnte, setzte die Nemesis Bodentruppen auf der Oberen Hengdang-Insel ab. Die dortigen Truppen wurden eingeschlossen. Nach rund 250 Toten und 100 Verwundeten kapitulierten die restlichen 1000 chinesischen Soldaten. Guan Tianpei wurde bei der Verteidigung des Forts getötet. Bis zum Abend gelang es den Briten, die Befestigungen der zweiten Linie zu besetzen. Daneben wurden noch andere Forts kurz erobert und die dortige Artillerie vernichtet oder erbeutet.

## Folgen
Laut britischen Angaben betrugen deren Verluste fünf leichtgradig Verwundete.
Die erneute militärische Niederlage trug entscheidend bei zur Abberufung von Qishan als Sondergesandten des Kaisers zuständig für die Probleme mit den Briten. Qishan wurde abberufen, nachdem der Kaiser die Konvention von Chuenpie endgültig wegen der Überlassung Hongkongs ablehnte. Die militärischen Niederlagen weckten bei seinen chinesischen Zeitgenossen den Anschein von Verrat. Qishan wurde durch den Adligen Yishan ersetzt.